# Gobierno Regional de Junín
El Gobierno Regional de Junín es el órgano con personalidad jurídica de derecho público y patrimonio propio, que tiene a su cargo la administración superior del departamento de Junín, Perú, y cuya finalidad es el desarrollo social, cultural y económico. Tiene su sede en la capital regional, la ciudad de Huancayo.
Está constituido por el Gobernador Regional y el consejo regional.

## Gobernador regional
Desde el 1 de enero de 2023 el órgano ejecutivo está conformado por:
- Gobernador Regional: Zósimo Cárdenas Muje
- Vicegobernador Regional:[1]

## Gerencia regional
Desde el 1 de enero de 2019 el órgano administrativo está conformado por:
- Gerencia General Regional: Clever Untiveros Lazo
- Gerencia Regional de Planeamiento, Presupuesto y Acondicionamiento Territorial: Miguel Lazo Álvarez
- Gerencia Regional de Infraestructura: Luis Ruiz Oré
- Gerencia Regional de Desarrollo Económico: Rogelio Huamani Carbajal
- Gerencia Regional de Desarrollo Social: Bladimir López Leiva
- Gerencia Regional de Recursos Naturales y Gestión del Medio Ambiente: Rubén Luna Álvarez

## Consejo regional
El consejo regional es un órgano de carácter normativo, resolutivo y fiscalizador, dentro del ámbito propio de competencia del Gobierno Regional, encargado de hacer efectiva la participación de la ciudadanía regional y ejercer las atribuciones que la Ley Orgánica de Gobiernos Regionales del Perú respectiva le encomienda.
Está integrado por 13 consejeros elegidos por sufragio universal en votación directa, de cada una de las 9 provincias del departamento. Su periodo es de 4 años en sus cargos.

### Listado de consejeros regionales
| # | Provincia                          | Provincia   | Partido | Consejero                        |
| - | ---------------------------------- | ----------- | ------- | -------------------------------- |
| 1 |                                    | Chanchamayo |         | Ismael Nicodemus Robles Cortez   |
| 1 | Yoner Ambicho Aquino               | Chanchamayo |         |                                  |
| 2 |                                    | Chupaca     |         | Yoni Ángel Balbín Peña           |
| 3 |                                    | Concepción  |         | María Martina Maldonado Doria    |
| 4 |                                    | Huancayo    |         | Kely Flores Mas                  |
| 4 | Lucero Beatriz Huamancaja Castillo | Huancayo    |         |                                  |
| 4 | Norma Lidia Valdivia Gutiérrez     | Huancayo    |         |                                  |
| 5 |                                    | Jauja       |         | Alejandro Barrera Arias          |
| 6 |                                    | Junín       |         | Rafael Anderson Gonzales Ureta   |
| 7 |                                    | Satipo      |         | Maritza Loles Cristina           |
| 7 | Maribel Edith Valencia Mejia       | Satipo      |         |                                  |
| 8 |                                    | Tarma       |         | Luis Fernando Morales Nieva      |
| 9 |                                    | Yauli       |         | Luis Demetrio Basaldúa Rodríguez |